# Karat (zespół muzyczny)
Karat – niemiecki zespół rockowy, powstały w 1975 roku we Wschodnim Berlinie. Zyskał uznanie także w Berlinie Zachodnim, kiedy w 1982 ich album Der blaue Planet zyskał miano najlepiej sprzedającego się albumu w obu częściach Niemiec, sprawiając, że Karat stał się jednym z najwybitniejszych zespołów w niemieckojęzycznego rocka.

## Historia
Karat wyewoluował we Wschodnim Berlinie z jazz-rockowej grupy Panta Rhei. Początkowo składał się z wokalisty Hansa-Jochima „Nuemi” Neumanna, klawiszowca i komposytora Ulricha „Eda” Swillmsa, basisty Henninga Protzmana, perkusisty Konrada „Conniego” Burkerta, gitarzysty akustycznego Herberta Dreilicha i gitarzysty elektronicznego Ulricha Pexa.
W 1976 Burkert został zastąpiony przez Michaela Schwandta, a Pexa przez Berna Römera. Neumann opuścił zespół w 1977 roku z powodu służby wojskowej.
Do roku 1978, Karat wydał kilka singli, które ukazały się z kilkoma innymi utworami na debiutanckim albumie o nazwie „Karat”. Zawierał on utwór o tytule „König der Welt”, piosenkę która ustanowiła styl zespołu jako rock psychodeliczny.
Wydany w 1979 drugi album zatytułowany Über sieben Brücken (Poprzez siedem mostów) przyniósł zespołowi rozgłos. Zawierał siedmiominutowy utwór „Albatros”, którego tekst („...der Albatros kennt keine Grenzen.”/... albatros nie zna żadnych granic), którego autor w sposób merytoryczny krytykuje NRD oraz nałożone przez Mur Berliński ograniczenia. Tytułowa piosenka „Über sieben Brücken mußt Du geh’n” nadal jest najbardziej znanym utworem grupy.
Trzeci album Schwanenkönig wydany w 1980, przyniósł zespołowi rozgłos zarówno we Wschodnich, jak i Zachodnich Niemczech.
W przeciwieństwie do poprzednika, płyta Der blaue Planet (Niebieska Planeta) z 1982 roku, została sprzedana w ponad 1,3 milionach egzemplarzy. Jej promocja była napędzana radiowym utworem tytułowym, odnoszącym się do zagrożeń nuklearnego i ekologicznego kataklizmu. Ta piosenka, nadal puszczana w niemieckim radiu, spowodowała, że „Der Blaue Planet” stał się nie tylko najlepiej sprzedającym się album Karata, ale najlepiej sprzedającym się albumem spośród płyt wszystkich artystów Wschodnich Niemiec, wewnątrz i na zewnątrz kraju.

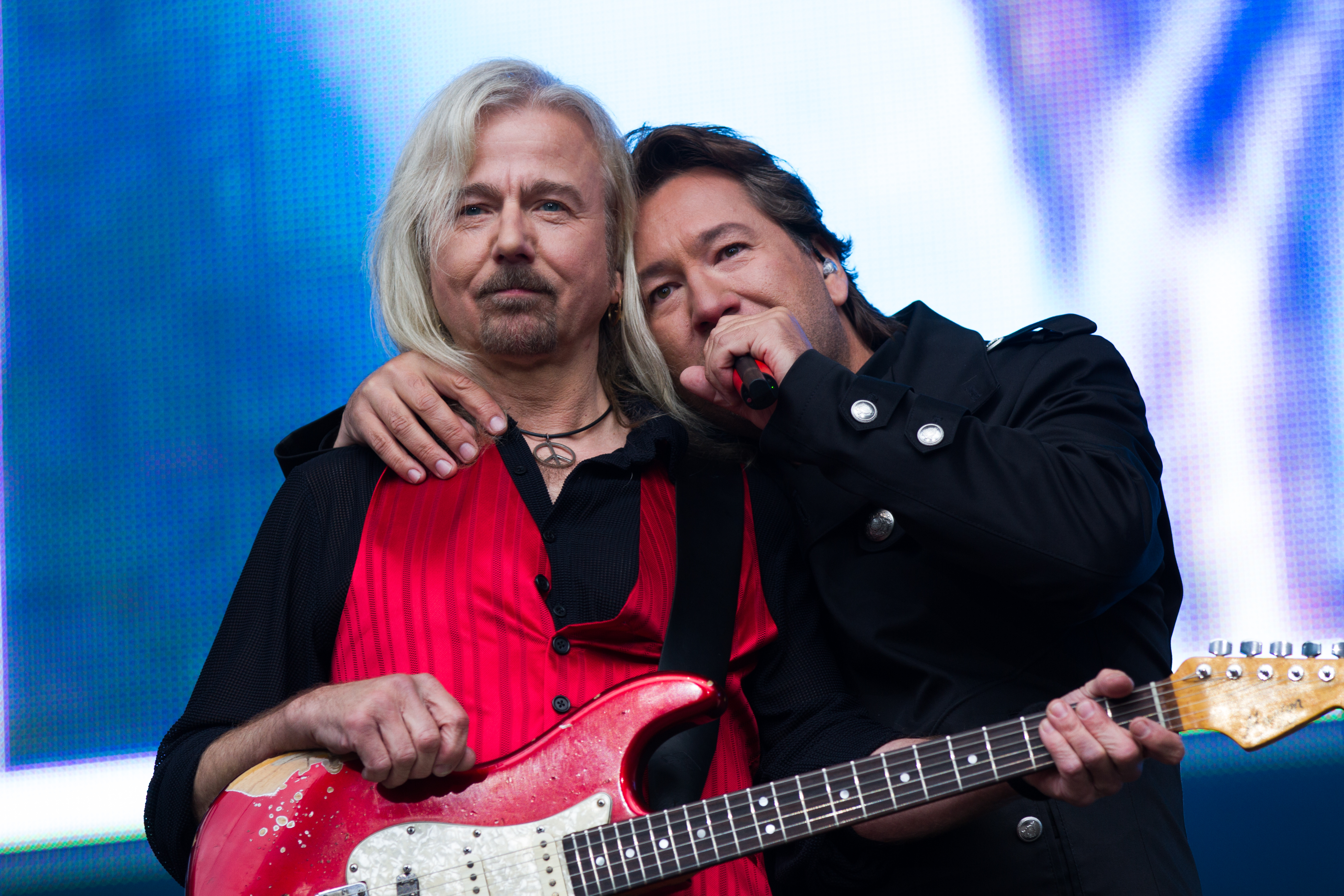
Bernd Römer, Claudius Dreilich

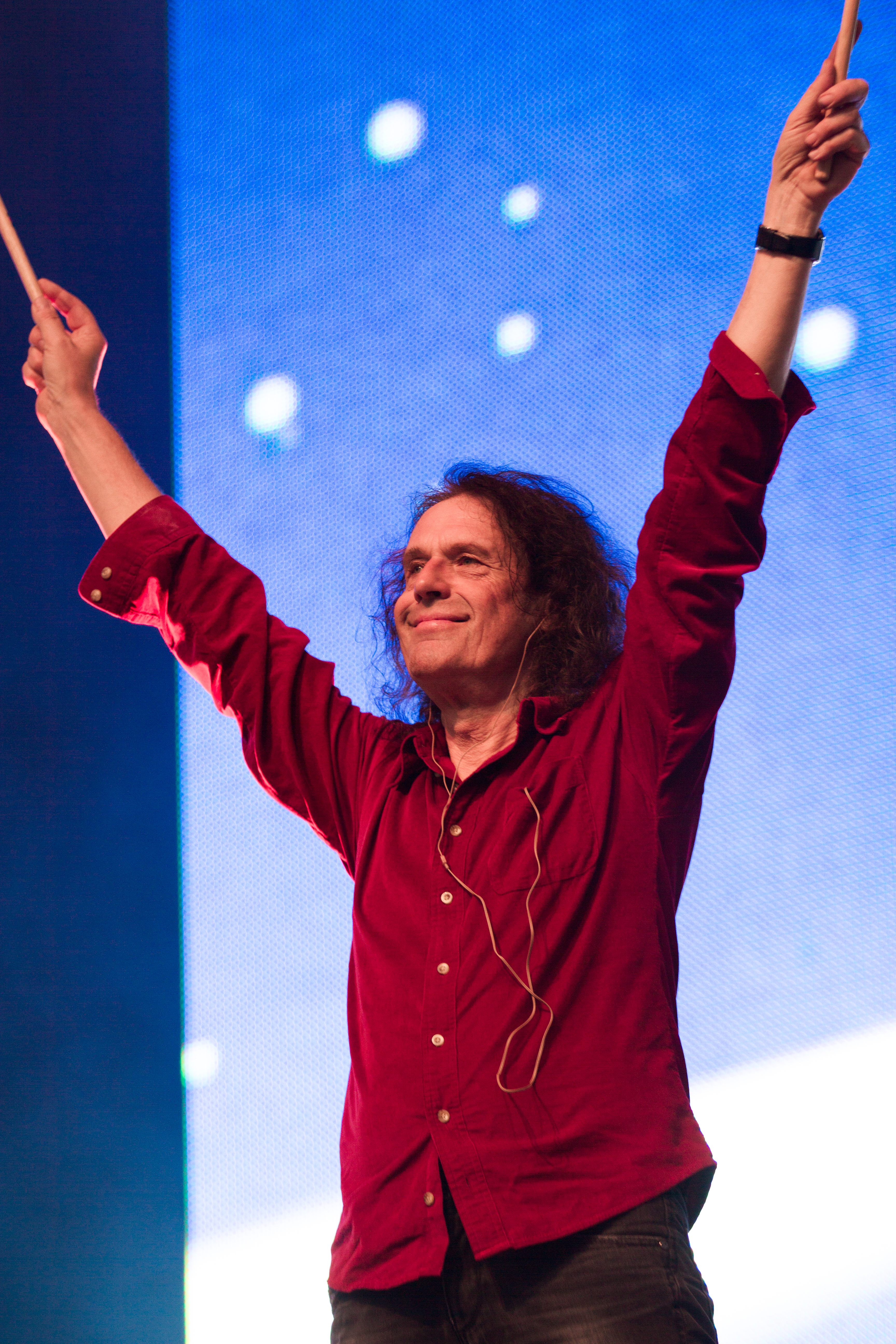
Michael Schwandt

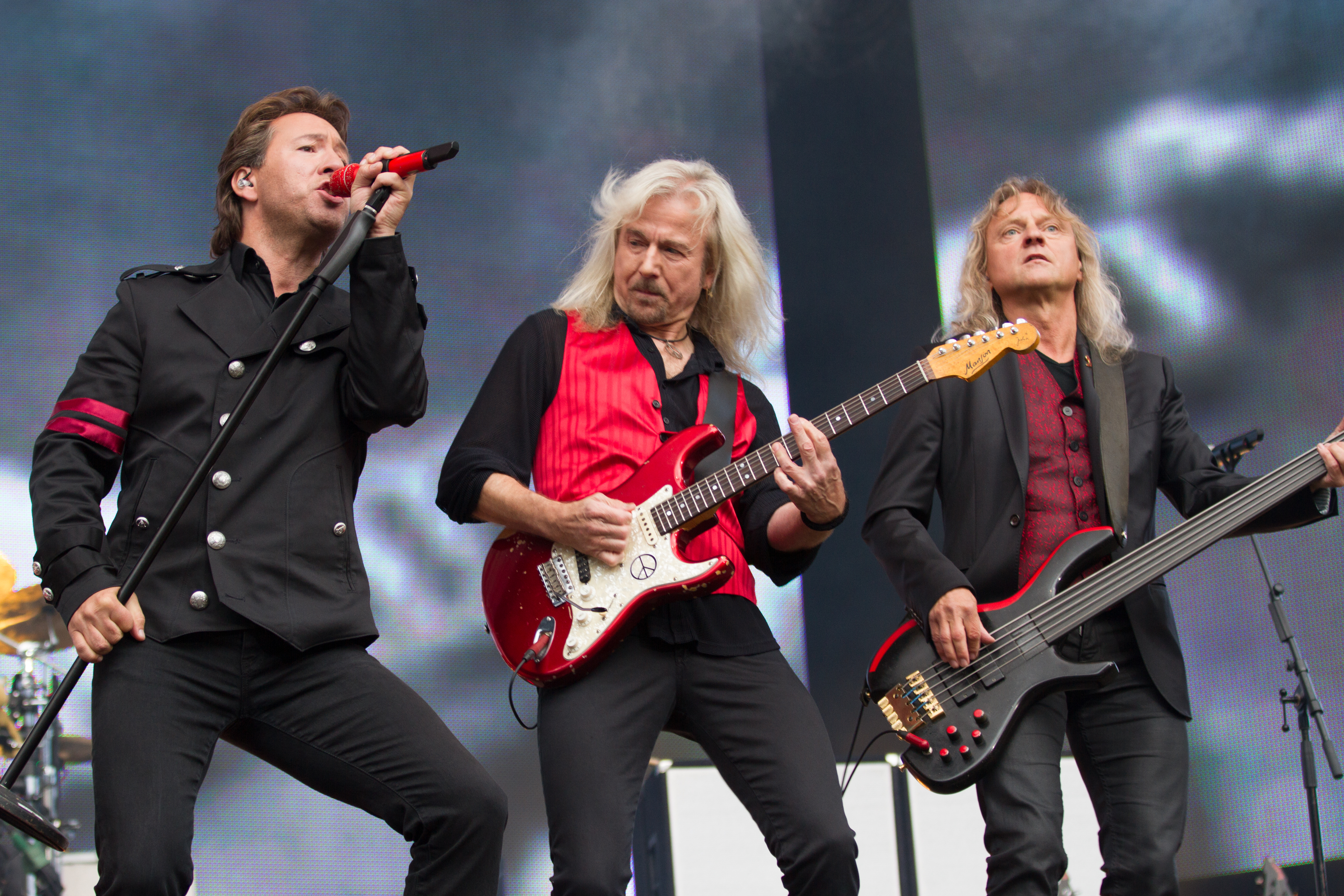
Claudius Dreilich, Bernd Römer, Christian Liebig

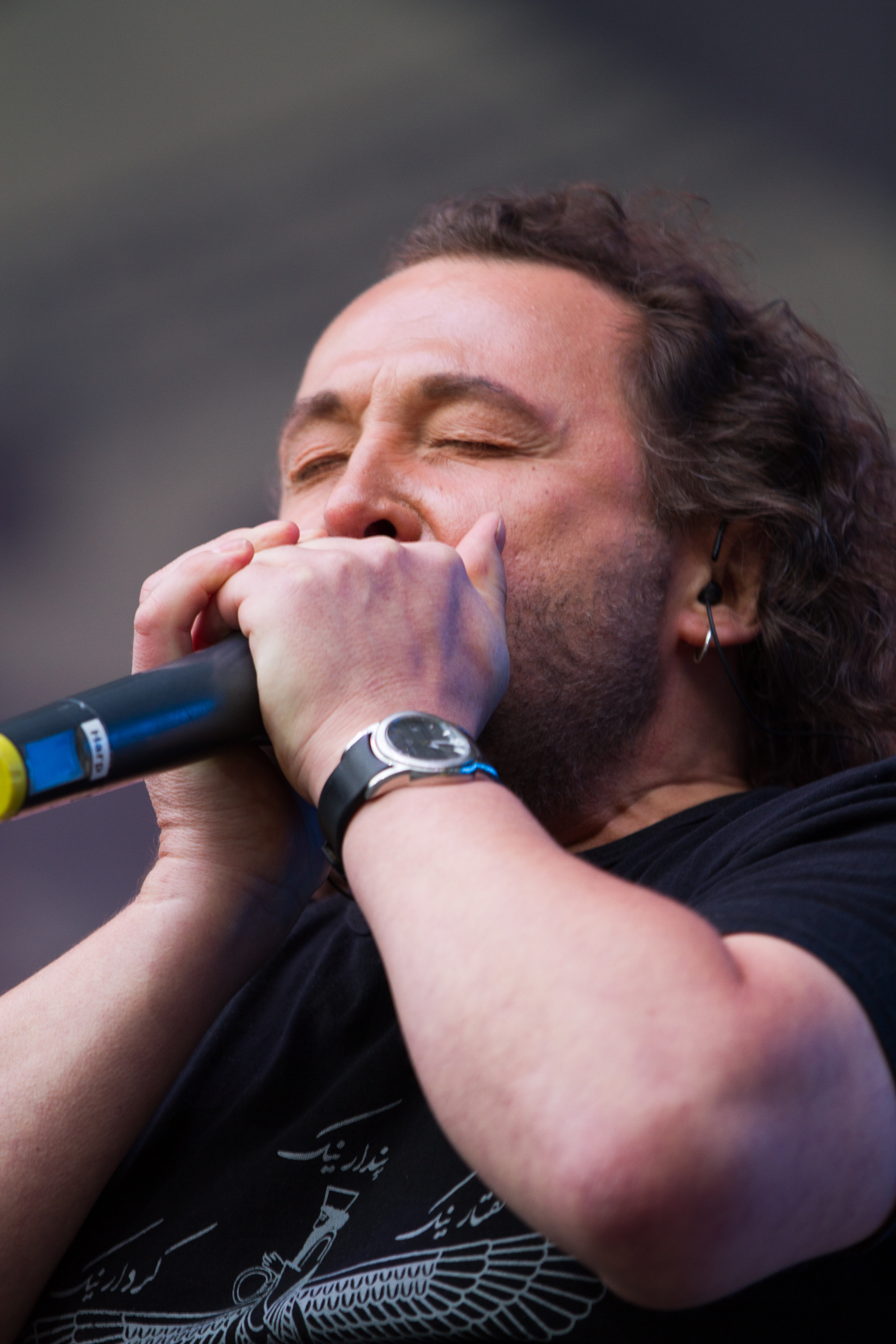
Martin Becker

Kolejny nadchodzący album Die sieben Wunder der Welt z 1983, został ogłoszony największym sukcesem zespołu, znajdując odbiorców zarówno w całych Niemczech, jak i innych krajów wschodniej i zachodniej Europy, a nawet w ZSRR. W 1984 roku, Karat i kompozytor Norbert Kaiser zostali uhonorowani Państwową Nagrodą NRD w dziedzinie Sztuki i Literatury. Po wystąpieniu w znanym programie telewizyjnym „Wetten dass...?” Karat otrzymał „Złotą Europę”, najstarszą nagrodę telewizyjną w Zachodnich Niemczech.
Punkt zwrotny nadszedł w 1987, kiedy Ulrich „Ed” Swillms, opuścił zespół ze względów zdrowotnych. Drugi klawiszowiec, Thomas Kurzhals, został przyjęty w 1984 i pozostał w stałym składzie grupy. Pierwszy album zespołu po odejściu Swillmsa, ... im nächsten Frieden został wydany w 1990, krótko po upadku Muru Berlińskiego. Odzwierciedla on zmianę muzycznych zainteresowań muzyków formacji, która odtąd sterowała w stronę radiowego pop-rocka. Kiedy zachodnie zespoły weszły na rynek niemiecki, Karat stracił popularność.
Po wydaniu kolejnego albumu w 1991, którego tytuł Karat miał oznaczać nowy początek, zespół nie wydał ani jednej płyty przez cztery lata.
W 1993−1994 albumy Karata zostały ponownie wydane w wersji płyt kompaktowych przez DSB, prywatną wytwórnię AMIGA.
W 2000 roku zespół wydał płytę Ich liebe jede Stunde złożoną z kilku remake’ów i kilku nowych piosenek.
Album z 2003 roku Licht und Schatten zawierał pierwszą i jedyną piosenkę zespołu w języku angielskim, "Someone got hurt". W tym samym roku zmarł Dreilich, w wieku 62 lat.
Z powodu pozwu sądowego ze strony żony Dreilicha, która postawiła się w roli właścicielki nazwy „Karat”, ze względu na to, że jej mąż zarejestrował go jako znak towarowy w 1998 roku, zespół zmienił w 2006 r. nazwę na K...!. Po wygraniu procesu przez zespół, sędzia przyznał wcześniejszą nazwę członkom, którzy powrócili do nazwy Karat.
W kwietniu 2010 zespół obchodził trzydziestopięciolecie. Z tej okazji dał dwa koncerty w „Alte Oper Erfurt”. W tym też roku została wydana książka „Weitergeh’n”, opowiadająca historię Karata.
Zespół nadal koncertuje oraz okazjonalnie nagrywa i publikuje pojedyncze utwory.

## Członkowie

### Aktualny skład
- Ulrich "Ed" Swillms – klawisze (1975–1987, od 2004)
- Bernd Römer – gitara prowadząca (od 1976)
- Michael Schwand – perkusja (od 1976)
- Christian Liebig – gitara basowa (od 1986)
- Martin Becker – instrument klawiszowy (od 1992)
- Claudius Dreilich – wokal (od 2004)

### Byli członkowie
- Herbert Dreilich – główny wokalista, gitara akustyczna (1975–2004)
- Henning Protzmann – gitara basowa, menadżer (1975–1986)
- Hans-Joachim „Neumi” Neumann – wokal (1975–1977)
- Ulrich Pexa – główny wokalista (1975–1976)
- Konrad Burkert – perkusja (1975–1976)
- Thomas Natschinski – instrument klawiszowy (1981–1984)
- Thomas Kurzhals – klawisze (1984–1992; zmarł w 2014)

## Dyskografia

### Płyty
- 1978 Karat
- 1979 Über sieben Brücken
- 1979 Albatros
- 1980 Schwanenkönig
- 1982 Der blaue Planet
- 1983 Die sieben Wunder der Welt
- 1985 10 Jahre Karat – Auf dem Weg zu Euch – Live
- 1987 Fünfte Jahreszeit
- 1990 ... im nächsten Frieden
- 1991 Karat
- 1995 Die geschenkte Stunde
- 1997 Balance
- 2000 Ich liebe jede Stunde
- 2001 25 Jahre Karat – Das Konzert
- 2003 Licht und Schatten
- 2005 30 Jahre Karat
- 2010 Weitergeh’n
- 2010 Ich liebe jede Stunde
- 2013 Symphony
- 2015 Seelenschiffe
- 2015 40 Jahre Karat – Live[1]
- 2018 Labyrinth[2]

### Filmy
- 2001 25 Jahre Karat – Das Konzert (VHS, DVD)
- 2007 Ostrock in Klassik (DVD)
- 2010 Live aus der Alten Oper Erfurt (DVD)
- 2011 Albatros (DVD)
- 2015 40 Jahre Karat – Live von der Waldbühne Berlin (DVD)